# John Hill
Pour les articles homonymes, voir Hill et John Hill (homonymie).
 (juin 2019).
Si vous disposez d'ouvrages ou d'articles de référence ou si vous connaissez des sites web de qualité traitant du thème abordé ici, merci de compléter l'article en donnant les références utiles à sa vérifiabilité et en les liant à la section « Notes et références ».
Sir John Hill est un médecin et un botaniste britannique, né en 1716 à Peterborough dans le Northants et mort le 21 novembre 1775 à Londres.

## Biographie
Il obtient son titre de docteur en médecine en 1750 à l'université d'Édimbourg. Il s’installe comme apothicaire à James Street près de Covent Garden. Il est également journaliste et auteur. Certains biographes en font le premier directeur des Jardins botaniques royaux de Kew mais aucune preuve de cela n’existe. Il est fait chevalier de l’Ordre de Vasa en 1774.
Hill fait paraître General Natural History (deux volumes, 1748-1752), Useful Family Herbal (1754), British Herbal (1756-1757), Eden, or Compleat Body of Gardening (1757), Exotic Botany (1759, deuxième édition 1772), The Vegetable System (1763),  Hortus Keweensis (1768), Flora Britanica (1760), Herbarium Britannicum (1769-1770), Virtues of British Herbs (1770), Decade of Curious and Elegand Trees and Plants (1773), Twenty-five New Plants, rais’d in the Royal Garden of Kew (1773).  Nikolaus Joseph von Jacquin (1727-1817) lui dédie en 1760 le genre Hillia de la famille des Rubiaceae.